# Epimedium ilicifolium
Epimedium ilicifolium là một loài thực vật có hoa trong họ Hoàng mộc. Loài này được Stearn mô tả khoa học đầu tiên năm 1998.